# 华沙战役 (1920年)
华沙战役（波兰语：Cud nad Wisłą，羅馬化：Varshavskaya bitva，羅馬化：Varshavsʹka bytva），有时称为維斯瓦河奇蹟，是波苏战争中的决定性战役，这场战争开始於1918年第一次世界大战结束后不久。持续到1921年《里加条约》的签订。
华沙战役的战斗从1920年8月13日到8月25日，圖哈切夫斯基指挥的红军逼近波兰首都华沙及附近的莫德林要塞。8月16日，畢蘇斯基指揮波軍從南面反攻，逼使俄軍混亂地向東撤退直至尼曼河以東。俄方約有1萬人陣亡、500人失蹤、1萬人受傷及6萬6千人被俘，而波軍則有約4500人陣亡、1萬人失蹤及2萬2千人受傷。
在波軍取得維斯瓦河的勝利前，蘇俄和大多数外国专家都认为波兰即將戰敗。

## 战役

### 序幕
蘇俄在1920年反擊波蘭人發動的「基輔行動」，波軍從基輔一直敗退至首都華沙外圍。如果華沙被攻佔，可為蘇俄帶來巨大的宣傳作用，不單打擊波蘭人的意志，更可在其它國家激起共產主義革命，亦為紅軍介入「德國革命」開路。

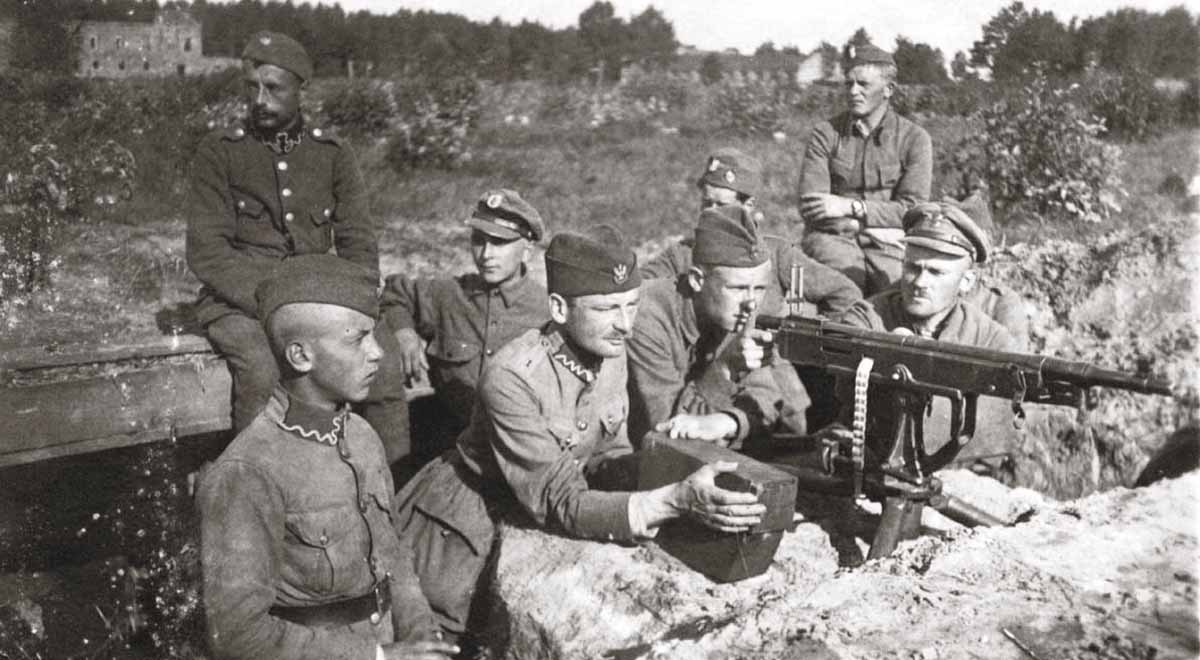
在華沙附近的Miłosna的波蘭守軍

謝苗·布瓊尼的第一騎兵集團軍在1920年6月初突破了波軍戰線，導致波軍在東面的前線全面崩潰。7月4日，圖哈切夫斯基的西方面軍從白俄羅斯的別列津納河大舉反攻，逼使波軍後退。7月19日，紅軍佔領格羅德諾，到了8月1日已到達布列斯特-立陶夫斯克。

### 战役计划

#### 波兰计划

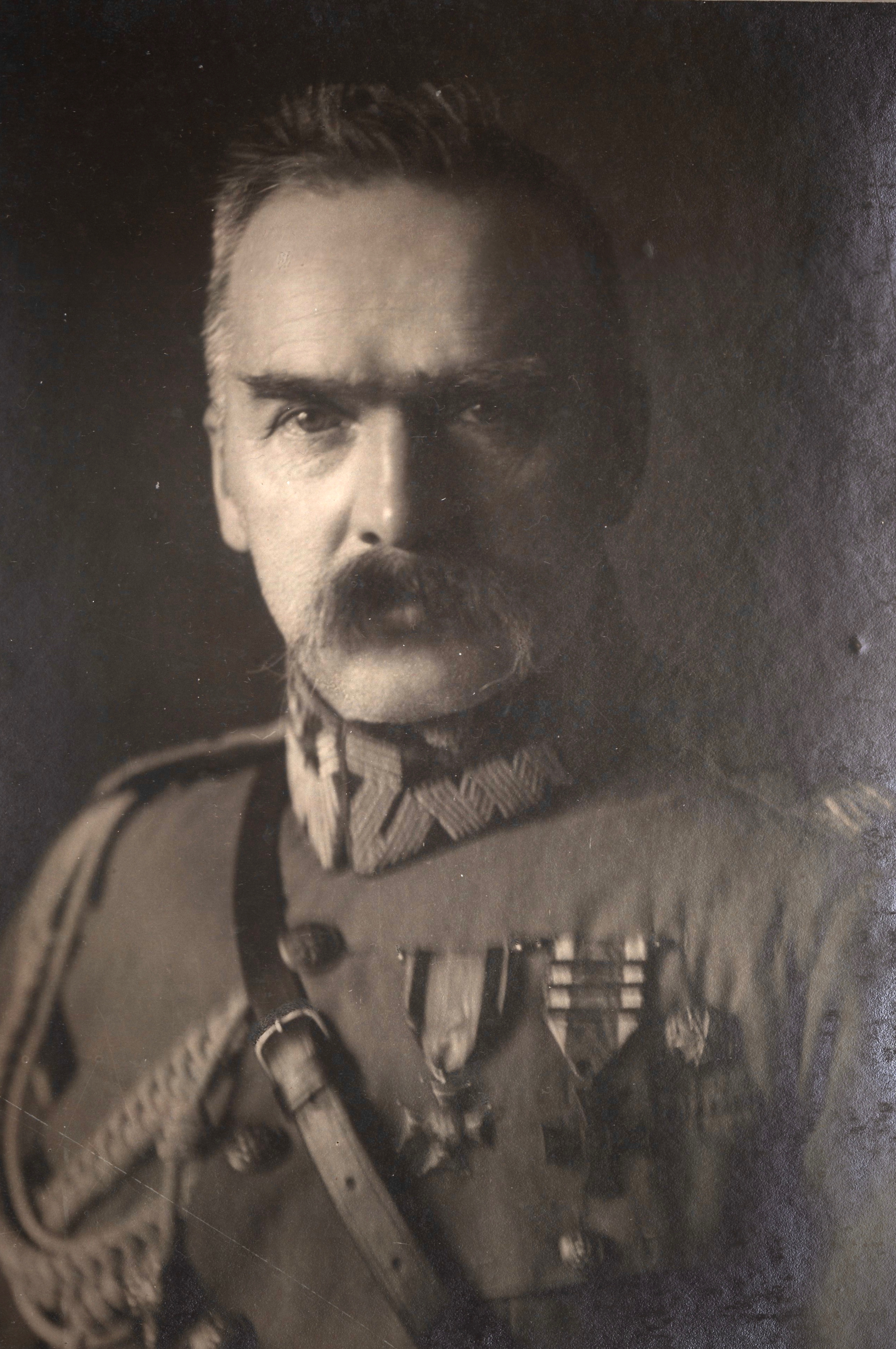
波兰元首约瑟夫·毕苏斯基

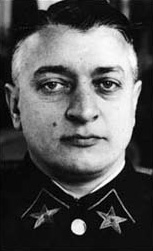
蘇俄的指揮官：圖哈切夫斯基

到了8月初，波軍的敗退變得較有組織。畢蘇斯基最初打算守住布格河及布列斯特-立陶夫斯克，可是那些地方相繼失守，原來的計劃變得不可能。8月5至6日的晚間，畢氏在華沙構思了另一個方案，波軍在第一階段撤過維斯瓦河，據守華沙及維普日河的橋頭堡。大約四分之一可動用的師在南面集結，預備一個戰略性反攻。畢氏的計劃要求第一及第二軍團抵擋蘇軍從東面的正面攻擊，不惜任何代價堅守他們的戰壕陣地。同時，西科爾斯基的第五軍團負責防守在莫德林要塞附近的北面地區，如果情況變得許可，就從華沙後面反擊，把試圖從該方向包抄華沙的蘇軍切斷，並突破敵軍戰線，打擊蘇俄西北方面軍的後方。第五軍團的另外5個師負責在北面保衛華沙。Franciszek Latinik的第一軍團防守華沙本身，而Bolesław Roja的第二軍團負責防守從古拉卡爾瓦里亞至登布林的維斯瓦河線。
最重要的任務交由一支約2萬人的後備軍（又稱攻擊兵團）負責，它由畢蘇斯基親自指揮，剛從南部前線抽調久經沙場、最有戰意的波軍組成。它有第三及第四軍團支援。攻擊兵團的任務是從華沙南面的維斯瓦河－維普日河三角地區向北發動快速反攻，利用蘇俄西方面軍和西南方面軍中間的弱點打開缺口。此舉可切斷西方面軍的後援及使它的移動變得混亂。最後攻擊兵團會進至東普魯士邊界，蘇軍的進攻部隊就會處於包圍圈中。
雖然這個計劃是根據由波蘭情報人員及被截聽到的蘇軍無線電通訊所提供的尚算可靠資料制訂，許多高級軍官及軍事專家卻認為該計劃是「行外人所為」，很快指出畢蘇斯基缺乏正規的軍事教育。許多波軍部隊在預定反攻日期前一星期仍在距離預定集結位置多達100至150英哩的地方作戰，部隊移動路線離紅軍不遠，只要紅軍來一個強力推進，波軍的反攻計劃就會被打亂，波軍整條戰線也會動搖。雖然有一份計劃複本意外地落入蘇方手上，可是蘇方認為那是波軍在虛張聲勢，不予理會。蘇方在數日後便為此錯誤付出沉重代價。

#### 布尔什维克的计划
圖哈切夫斯基計劃渡過維斯瓦河並包圍華沙，然後從西北面攻城。他手上有24師的兵力，意圖仿效俄軍將領伊万·帕斯克维奇在1831年的「十一月起義」中採用的方法去佔領華沙。此舉也可使波軍無法得到從但澤港輸入的武器及其它物資。
圖氏計劃的主要弱點是他的南翼兵力薄弱，只能倚賴平斯克沼澤和兵力不強的Mozyr兵團，而蘇俄西南方面軍的主力正在進行利沃夫戰役。

### 第一阶段，8月12日
這時蘇軍繼續前進，Gay Dimitrievich Gay的騎兵軍與第四集團軍渡過弗克拉河，直指弗沃茨瓦韦克，第三及第十五集團軍則向莫德林要塞推進，而第十六集團軍則直接向華沙前進。
蘇俄在8月12日對華沙發動最後進攻，畢蘇斯基被逼把預定反攻日期提前一日。

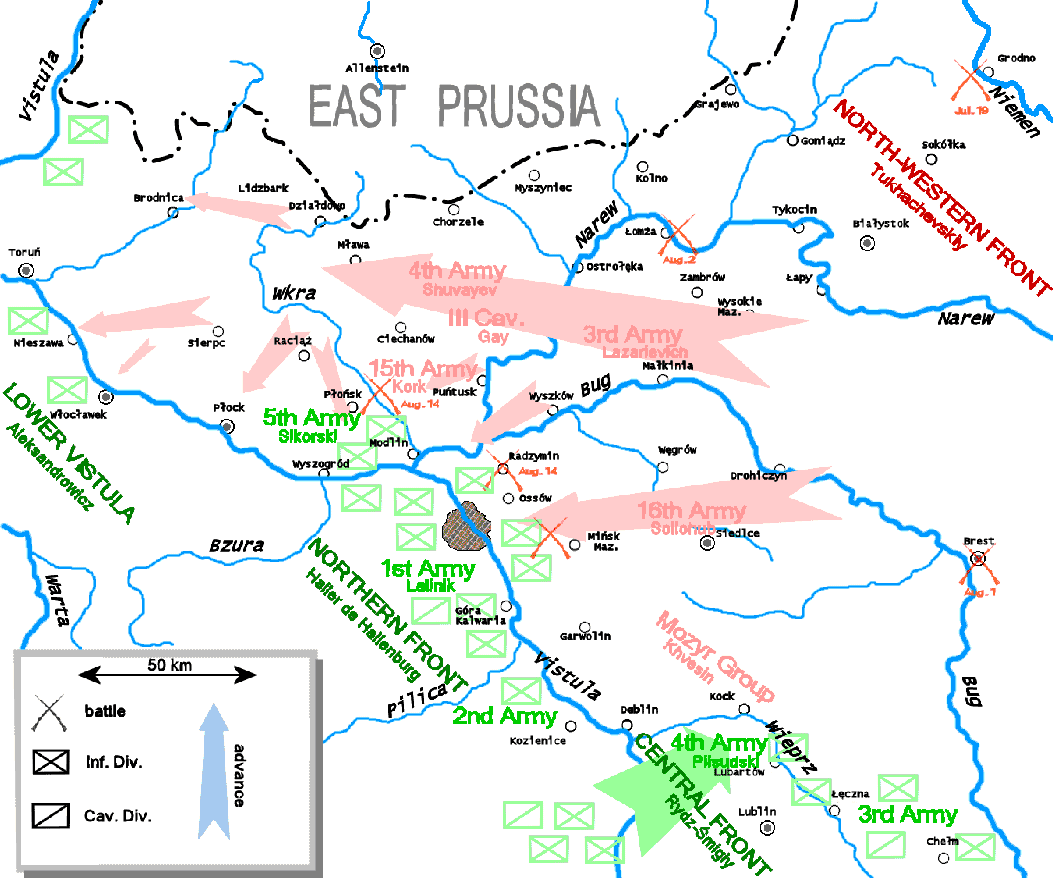
戰役前的形勢

這場戰役的第一階段在8月13日開始。紅軍進攻Praga橋頭堡，拉济明在激戰中數次易手。除英國和蒂岡大使外，各國外交官員匆匆撤離華沙。8月14日，拉济明失守，波蘭第五軍團的戰線被突破。第五軍團正在與蘇俄的第三、第四和第十五集團軍作戰，波蘭連忙調兵增援莫德林一帶。
同時間，波蘭第一軍團以6個師擋下了紅軍向華沙的直接攻勢。拉济明的爭奪戰逼使波軍的北部戰線司令Józef Haller把第五軍團的反攻時間提早。
畢蘇斯基正忙於寫好他的反攻計劃，並決定親自監督反攻。他在8月13至15日間巡視在華沙南面約100公里的普瓦维附近集結的第四軍團各單位，試圖鼓起部隊士氣。後勤簡直是一塌糊塗，波軍的武器來自多個國家，而且各自使用不同的彈藥。畢蘇斯基記得：「在第21師，幾乎一半的士兵在我面前赤足列隊行進。」不過就在3日之內，畢氏終於鼓起了部隊士氣，激發他們盡最大努力戰鬥。

### 第二阶段，8月14日
紅軍第27步兵師終於進至Izabelin村，離華沙僅13公里。這是紅軍開戰以來最接近華沙的時刻，可是形勢即將逆轉。
圖哈切夫斯基認為一切按自己計劃進行，實際已跌進畢蘇斯基的圈套。北面的蘇軍越過維斯瓦河後，正在進入一個波軍兵力薄弱的真空地帶。另一方面，圖氏在華沙南面只部署少量兵力去據守連接西北方面軍與西南方面軍的中間地區，防守該區的莫齊爾兵團只有8千人。另外，布瓊尼的第一騎兵集團軍在利沃夫受阻。蘇俄最高指揮當局在圖氏的堅持下，曾下令第一騎兵集團軍向北面的華沙進發，可是布瓊尼沒有遵從，因為西南方面軍司令耶格羅夫與圖哈切夫斯基不和。西南方面軍政委史達林的政治把戲更是火上加油，促使布瓊尼及耶格羅夫違抗命令。追求個人功績的史達林只顧奪取重要工業城市利沃夫，結果布瓊尼的部隊沒有轉向華沙前進。

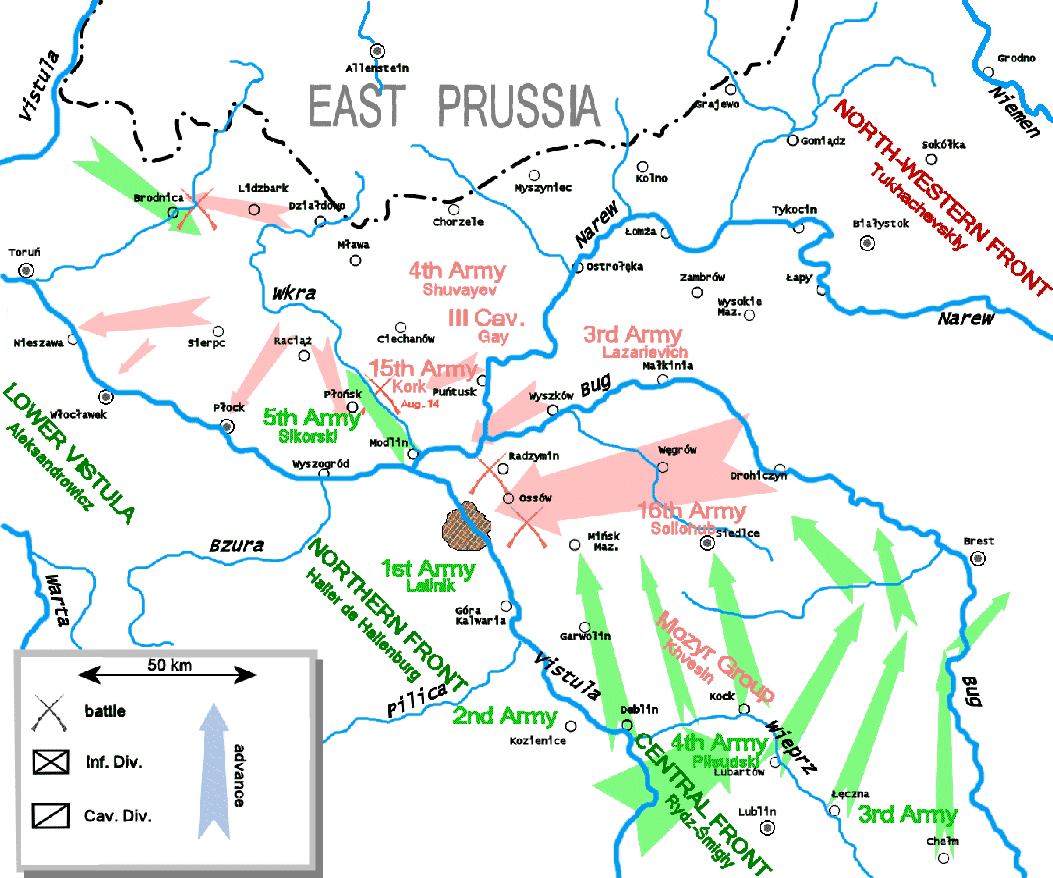
戰役第二階段：波軍反攻

波蘭第五軍團在8月14日反攻，越過弗克拉河。它面對數量上及技術上佔優的蘇俄第三及第十五集團軍。在8月15日，蘇軍朝華沙及莫德林的推進被阻止，同日波軍奪回拉济明，士氣大振。
從那時起，西科爾斯基的波蘭第五軍團以閃電般的行動把強弩之末的蘇軍逐離華沙。西科爾斯基的部隊在坦克、裝甲車及配置火炮的兩列裝甲火車的支援下，以一天30公里的速度前進，把蘇軍在北方的包抄攻勢瓦解。

### 第三阶段，8月16日
8月16日，由畢蘇斯基指揮的後備軍從维普日河向北出擊。它面對的是兵力薄弱及戰線過長的蘇軍莫齊爾兵團，在蘇軍第十六集團軍左側。在反攻的第一天，5個師波軍之中只有1個師報告遇到抵抗，其餘4個師在1個騎兵旅的支援下，如入無人之境般向北推進了45公里。到了黃昏時，波軍收復了弗沃达瓦，把蘇軍第十六集團軍的通訊及補給線切斷。畢蘇斯基本人也對波軍的進展感到驚訝。在36小時內，後備軍深入了70公里，切斷了蘇軍的攻勢，而且幾乎沒有遇到抵抗。莫齊爾兵團僅有的第57步兵師在首天便戰敗。波軍成功在蘇軍的方面軍之間打開了一個巨大缺口，並繼續向北追擊。
8月18日，遠在明斯克總部的圖哈切夫斯基終於明白蘇軍已經大敗，下令他的殘部後撤及重新整編。他意圖以收縮戰線去阻擋波軍攻勢及重拾主動，可是前方不是太遲才收到命令就是根本收不到。Gay的第三騎兵軍繼續向波美拉尼亞前進，不過波蘭第五軍團已經對它形成威脅，而且波軍最終把蘇軍逐退並展開追擊。蘇軍第十六集團軍在比亚韦斯托克被切斷，大部份人被俘。
在前線中央的蘇軍陷入一片混亂，有些師仍然向華沙進攻，另一些就撤退、失去聯繫及陷入恐慌。蘇軍總司令在那時根本無法與大部份部隊聯絡，所有計劃變得亂七八糟。只有第十五集團軍仍然有組織，並嘗試遵從圖哈切夫斯基的命令，掩護第四集團軍撤退。可是第十五集團軍在19及20日被擊敗後，也跟隨西北方面軍其它部隊潰退。圖氏終於下令部隊向西布格河全面撤退，到8月21日，所有經組織的抵抗不再存在，到了8月31日，蘇軍西南方面軍也全面潰退。

### 结果

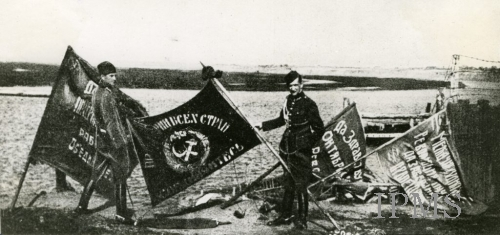
波軍展示擄獲的蘇俄軍旗

蘇軍約有15,000人陣亡、500人失蹤、10,000人受傷及65,000人被俘，而波軍約有4,500人陣亡、22,000人受傷及10,000人失蹤。約有25,000至30,000蘇軍逃入德國的東普魯士，被短暫扣留，然後獲准攜帶武器及其它裝備離境。波軍擄獲231門炮及1,023挺機關槍。
南部的紅軍也潰退，布瓊尼的騎兵在8月31日的卡莫罗战役被擊敗，到10月中，波軍進至捷尔诺波尔-杜布诺-明斯克-上第文斯基之線。

## 參戰部隊

### 波兰

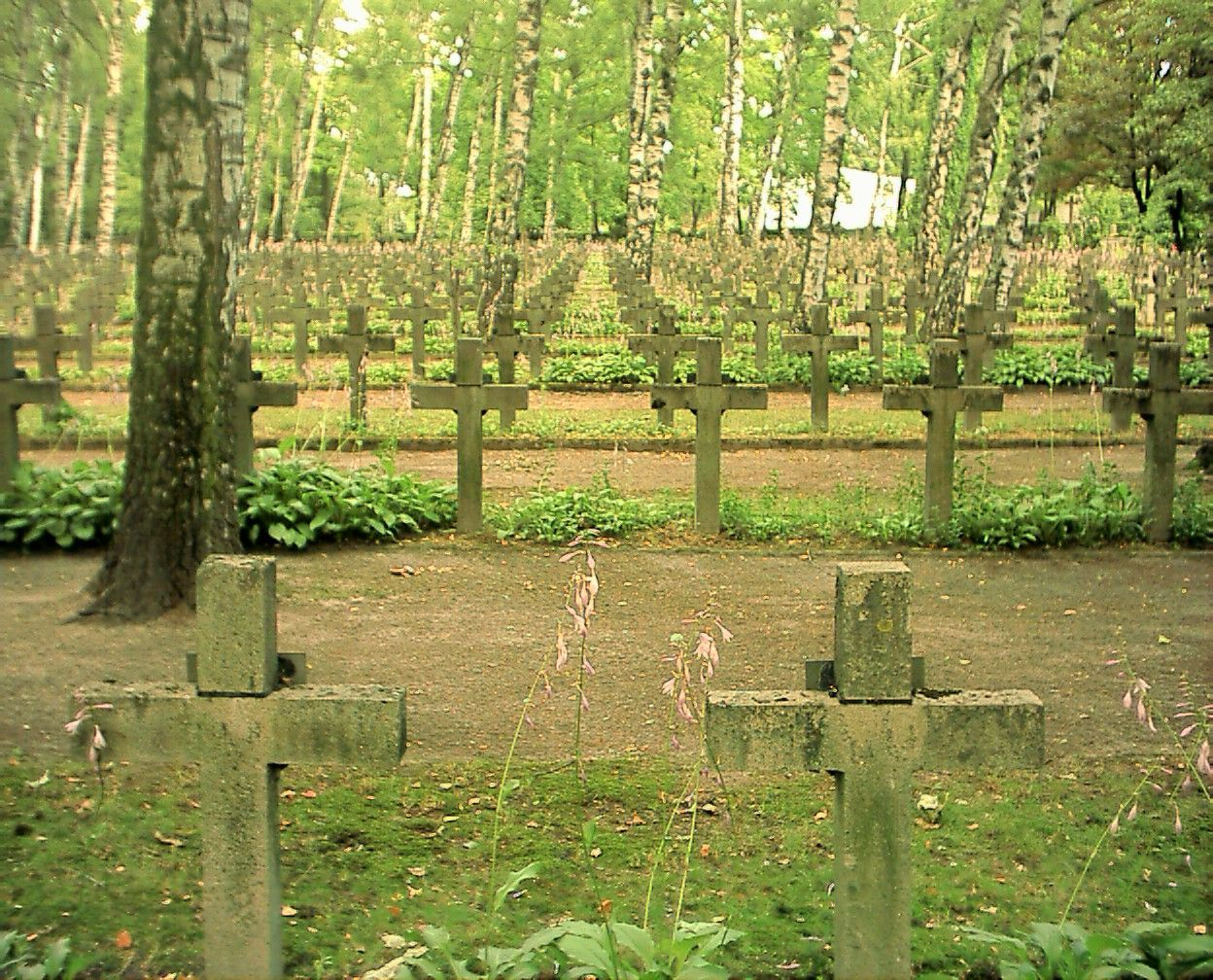
在華沙戰役中陣亡的波軍的墓地（華沙的Powązki Cemetery）

波軍分為3個戰線（北、中、南）、7個軍團，共32個師。
各戰線：
- 北部戰線（從东普鲁士起，沿着维斯瓦河至莫德林，長250公里）：
  - 第五軍團
  - 第一軍團 - 華沙
  - 第二軍團 - 華沙
- 中部戰線：
  - 第四軍團
  - 第三軍團
- 南部戰線：
  - 第六軍團
  - 烏克蘭軍

### 苏俄
主要分為西北方面軍及西南方面軍：
- 西北方面軍：
  - 第四集團軍
  - 第三騎兵軍
  - 第十五集團軍
  - 第三集團軍
  - 第十六集團軍
- 西南方面軍